# Lou Reed
Lou Reed, właśc. Lewis Allan Reed (ur. 2 marca 1942 roku w Nowym Jorku na Brooklynie, zm. 27 października 2013 w Amagansett) – amerykański wokalista rockowy, gitarzysta, autor tekstów oraz kompozytor żydowskiego pochodzenia.

## Życiorys
W 1957 roku z zespołem The Jades wydał swój pierwszy singel pt. „So Blue”, który jednak nie zdobył popularności. Ważnym zwrotem w jego życiu było poznanie Johna Cale'a – z nim to założył zespół pod nazwą The Warlocks. Wraz ze zmianami personalnymi zmieniały się nazwy zespołu. Muzycy występowali jako The Primitives, następnie jako The Falling Spikes. Niebawem przyjęli nazwę The Velvet Underground (nazwę zaczerpnięto z powieści pornograficznej). Obok Johna Cale'a, Lou Reed był w The Velvet Underground głównym kompozytorem.

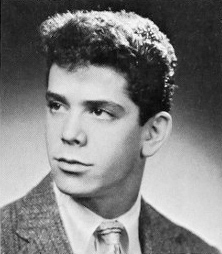
Lou Reed (1959)

W 1970 roku odszedł z grupy. Przez pewien czas pracował ze swoim ojcem jako księgowy. Rok później, w 1971, wytwórnia RCA podpisała z nim kontrakt na solową płytę. W 1972 wydany został album pt. Lou Reed, który jednak nie spotkał się z sukcesem komercyjnym.
We wrześniu 1971 roku w nowojorskim klubie Ginger Mam Lou Reed poznał Davida Bowiego. Kolejnym punktem zwrotnym w karierze był album wyprodukowany właśnie przez Bowiego, pt. Transformer, który osiągnął największy sukces spośród wszystkich jego płyt. To dzięki niemu Reed zyskał szeroką sławę. Album zawierał szereg przebojów, m.in. powszechnie uznawany za najpopularniejszy utwór Reeda, „Walk on the Wild Side” (opowiadający o nowojorskich transwestytach), a także „Satellite of Love” i „Perfect Day”. Piosenka „Walk on the Wild Side” trafiła w 1973 roku do pierwszej dziesiątki brytyjskiego rankingu oraz zdołała się uplasować w Top 20 w Stanach Zjednoczonych.
W styczniu 1973 Lou Reed poślubił Bettye Kronstad, z którą rozwiódł się po kilku miesiącach. W lipcu tego samego roku ukazał się album koncepcyjny Berlin. Charakteryzował się trudniejszym w odbiorze brzmieniem i dlatego nie sprzedał się tak dobrze jak Transformer. Większym sukcesem okazała się kolejna płyta, Sally Can’t Dance, która jest do dziś jedynym albumem Lou plasującym się w pierwszej dziesiątce listy Billboard 200. W tym samym roku ukazało się także koncertowe wydawnictwo Rock ’n’ Roll Animal. W 1975 roku Lou Reed wydał Metal Machine Music, album nagrany rzekomo tylko po to, by wypełnić warunki kontraktowe z RCA. Znajdowały się na nim jedynie cztery instrumentalne ścieżki, dziś uznawane za wczesny przykład muzyki noise. W tym samym roku zarejestrował album Coney Island Baby, dedykowany swojej ówczesnej kochance, transgenderycznej kobiecie o imieniu Rachel. W roku 1976 ukazał się pierwszy album muzyka dla wytwórni Arista Records, pt. Rock and Roll Heart. Wydana dwa lata później płyta Street Hassle był powrotem do brzmienia punk. Na kolejnej, The Bells (1979), gościnnie wystąpił jazzowy trębacz Don Cherry.
W 1980 roku Reed poślubił brytyjską projektantkę Sylvię Morales, której przez kolejne lata poświęcił wiele swoich miłosnych utworów, m.in. „Think It Over” z albumu Growing Up in Public czy „Heavenly Arms” z The Blue Mask. Dedykował jej także album Legendary Hearts z 1983 roku. Ich małżeństwo trwało dekadę. W 1986 wziął udział w trasie A Conspiracy of Hope zorganizowanej przez Amnesty International. Na swojej płycie New York z 1989 roku wypowiedział się m.in. na temat AIDS i papieża.
Po 22 latach przerwy, ponownie współpracował z Johnem Cale’em, tym razem nad albumem Songs for Drella, poświęconym pamięci Andy’ego Warhola. Wydawnictwo to ukazało się w kwietniu 1990 roku. Kolejna płyta, wydana w 1992 roku Magic and Loss, poruszała temat śmierci i napisana została po stracie dwóch przyjaciół Lou, którzy zmarli na raka. W 1993 roku reaktywowany został zespół The Velvet Underground. Grupa koncertowała w Europie, jednak amerykańska część trasy nie odbyła się po tym, jak Reed i Cale popadli w konflikt. Wydana w 1996 roku solowa płyta Set the Twilight Reeling spotkała się z chłodnym przyjęciem. W tym samym roku Reed napisał piosenki do musicalu Time Rocker.

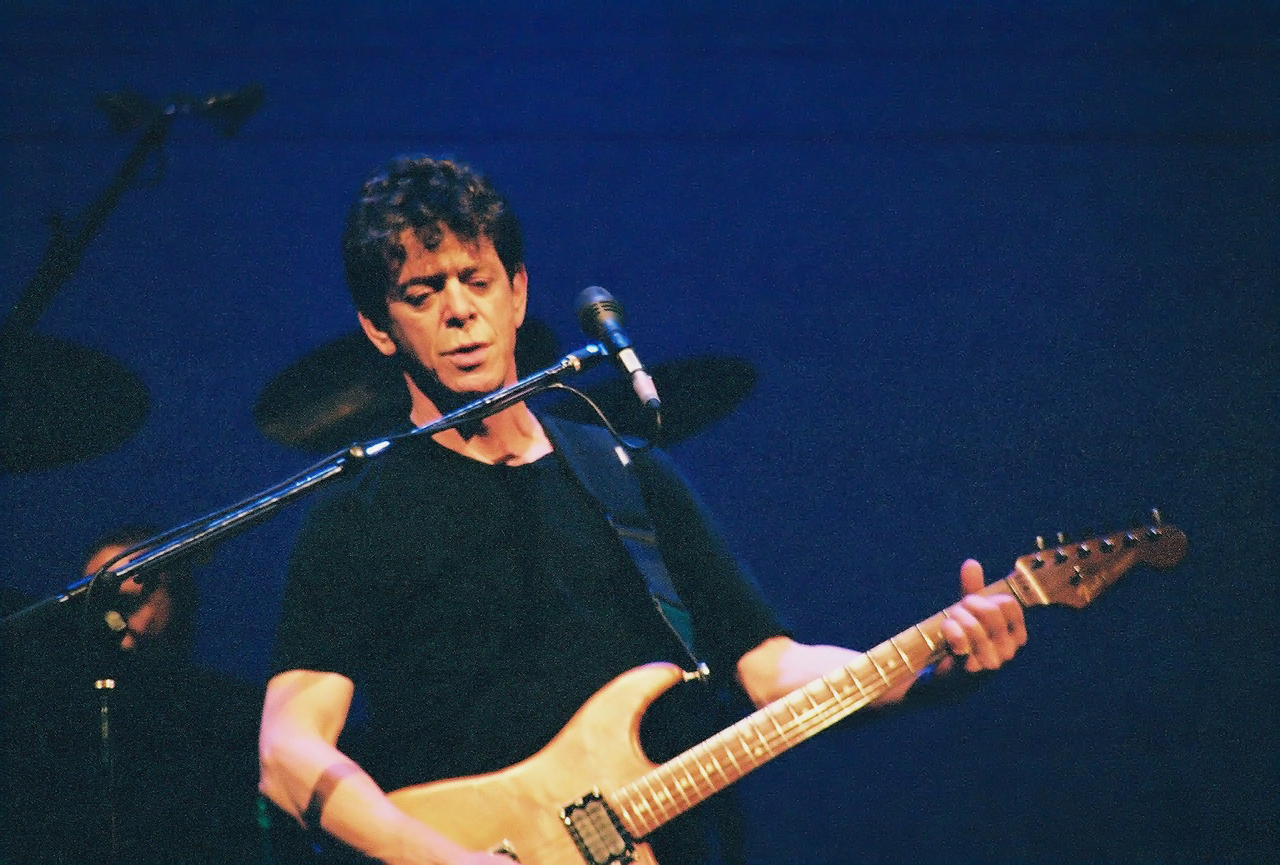
Lou Reed w styczniu 2004

Kolejny studyjny album, Ecstasy, ukazał się dopiero w 2000 roku i zyskał przychylność krytyków. W 2003 artysta został sklasyfikowany na 52. miejscu listy 100 najlepszych gitarzystów wszech czasów magazynu Rolling Stone. W tym samym roku ukazał się album The Raven, a cztery lata potem, Hudson River Wind Meditations. 12 kwietnia 2008 roku, podczas prywatnej ceremonii w Boulder w stanie Kolorado, Lou Reed poślubił swoją wieloletnią partnerkę, Laurie Anderson. Trzy miesiące później wystąpił w warszawskiej Sali Kongresowej, w ramach trasy koncertowej promującej album Berlin oraz film pod tym samym tytułem nakręcony w 2006 roku.
Zmarł 27 października 2013 w wyniku powikłań po zabiegu przeszczepienia wątroby.

## Dyskografia
- 1972: Lou Reed
- 1972: Transformer
- 1973: Berlin
- 1974: Sally Can’t Dance
- 1975: Metal Machine Music
- 1976: Coney Island Baby
- 1976: Rock and Roll Heart
- 1978: Street Hassle
- 1979: The Bells
- 1980: Growing Up in Public
- 1982: The Blue Mask
- 1983: Legendary Hearts
- 1984: New Sensations
- 1986: Mistrial
- 1989: New York
- 1990: Songs for Drella (z Johnem Cale’em)
- 1992: Magic and Loss
- 1996: Set the Twilight Reeling
- 2000: Ecstasy
- 2003: The Raven
- 2007: Hudson River Wind Meditations
- 2008: The Creation of the Universe
- 2011: Lulu (z Metalliką)

z The Velvet Underground
- 1967: The Velvet Underground & Nico
- 1967: White Light/White Heat
- 1969: The Velvet Underground
- 1970: Loaded

## Upamiętnienie
Na jego cześć nazwano w 2012 roku nowy rodzaj pająków Loureedia.